# Ibrahim Adamu
Ibrahim Adamu (* 26. November 1981) ist ein nigerianischer Badmintonspieler.

## Karriere
Ibrahim Adamu gewann 2003 die Afrikaspiele. Bei der Afrikameisterschaft 2004 gewann er Bronze, 2010 Silber und Bronze, 2011 erneut Bronze. Bei den Afrikaspielen 2011 siegte er mit dem nigerianischen Team und wurde Dritter im Mixed.

## Sportliche Erfolge
| Saison | Veranstaltung       | Disziplin    | Platz | Name                                   |
| ------ | ------------------- | ------------ | ----- | -------------------------------------- |
| 2003   | Afrikaspiele        | Herrendoppel | 1     | Greg Orobosa Okuonghae / Ibrahim Adamu |
| 2004   | Afrikameisterschaft | Herreneinzel | 3     | Ibrahim Adamu                          |
| 2010   | Afrikameisterschaft | Herrendoppel | 2     | Ibrahim Adamu / Edicha Ocholi          |
| 2010   | Afrikameisterschaft | Herreneinzel | 3     | Ibrahim Adamu                          |
| 2011   | Afrikameisterschaft | Mixed        | 3     | Ibrahim Adamu / Grace Daniel           |
| 2011   | Afrikaspiele        | Mixed        | 3     | Ibrahim Adamu / Grace Daniel           |
| 2011   | Afrikaspiele        | Team         | 1     | Nigeria                                |